# Führerbunker
El búnker del Führer (en alemán: Führerbunker (AFI: [ˈfyːʁɐˌbʊŋkɐ])) fue un refugio antiaéreo ubicado cerca de la Cancillería del Reich en Berlín. Formaba parte de un complejo subterráneo de búnkeres construido en dos fases en 1936 y 1944. Fue el último cuartel general (Führerhauptquartiere) utilizado por Adolf Hitler durante la Segunda Guerra Mundial.
Hitler se instaló en el Führerbunker el 16 de enero de 1945 y lo convirtió en el centro de operaciones del régimen hasta la última semana de la guerra en Europa. Allí se casó con Eva Braun el 29 de abril de 1945, menos de cuarenta horas antes de suicidarse.
Después de la guerra, los antiguos y nuevos edificios de la Cancillería fueron arrasados por los soviéticos. El complejo subterráneo permaneció prácticamente intacto hasta 1988-1989, a pesar de algunos intentos de demolición. Las secciones excavadas del antiguo complejo de búnkeres fueron destruidas principalmente durante la reconstrucción de esa área de Berlín. El sitio permaneció sin identificar hasta 2006, cuando se instaló una pequeña placa con un diagrama esquemático. Aún existen algunos pasillos del búnker, pero están cerrados al público.

## Construcción

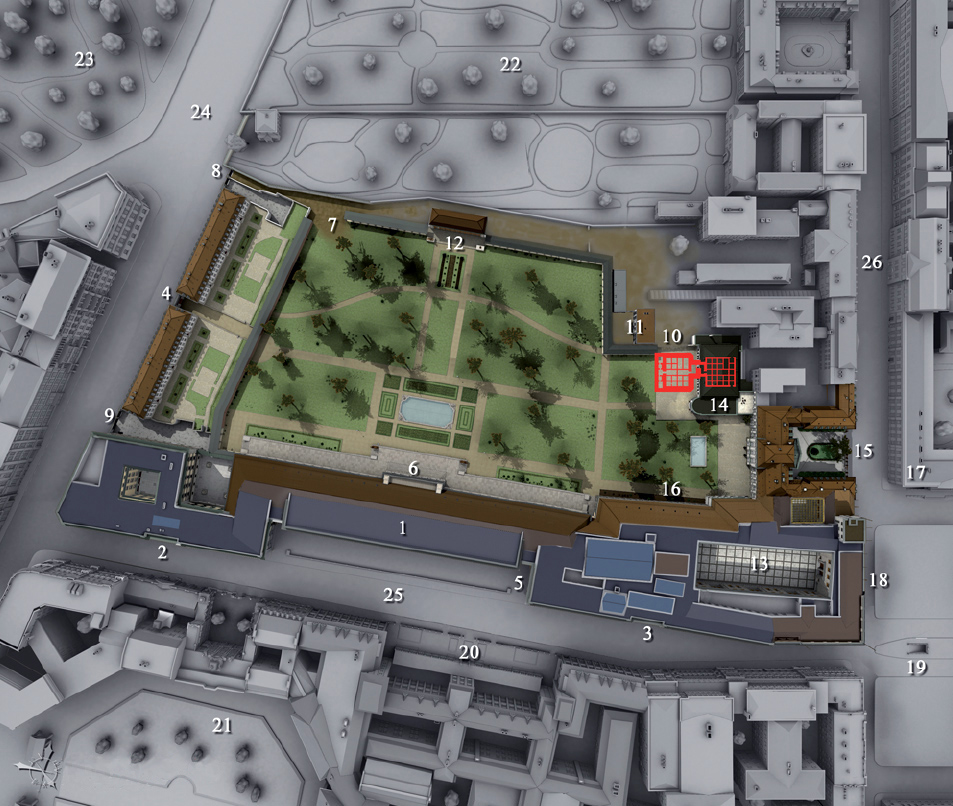
Modelo 3D de la nueva Cancillería del Reich con la ubicación del complejo de búnkeres en rojo.

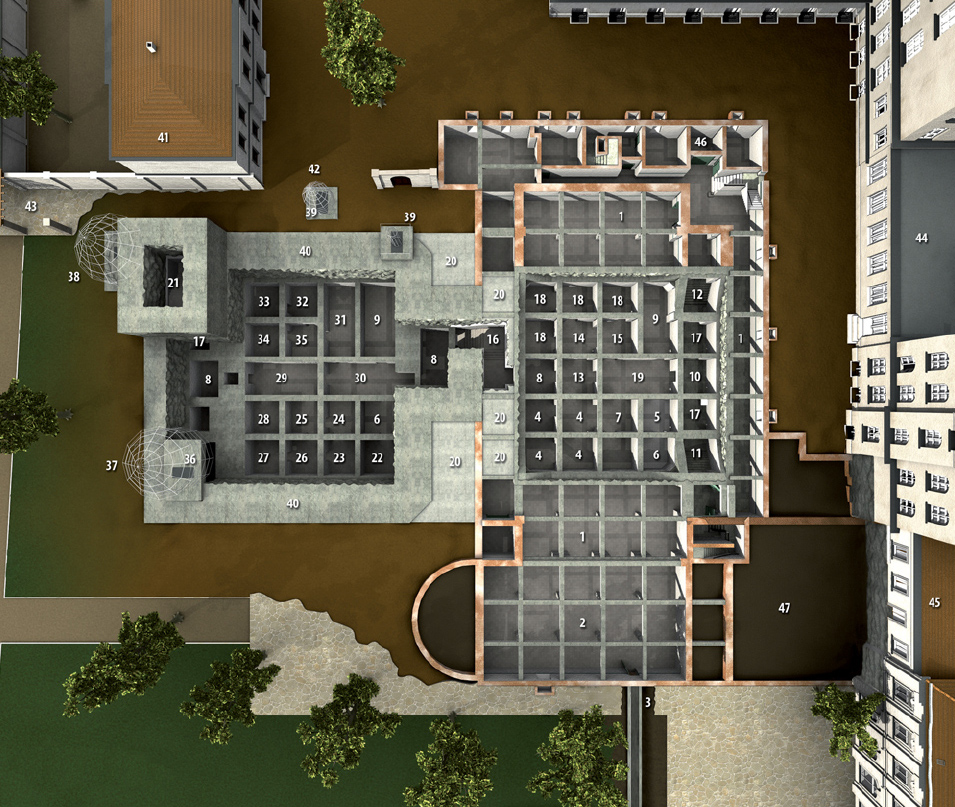
Modelo 3D del Führerbunker (izquierda) y el Vorbunker (derecha).

El búnker de la Cancillería del Reich se construyó inicialmente como un refugio temporal contra ataques aéreos para Hitler, quien en realidad pasó muy poco tiempo en la capital durante la mayor parte de la guerra. El aumento de los bombardeos sobre Berlín llevó a la expansión del complejo como un refugio permanente improvisado. El elaborado complejo constaba de dos refugios separados; el Vorbunker (antebúnker o búnker superior), completado en 1936, y el Führerbunker, ubicado 2.5 m más abajo que el Vorbunker y en dirección oeste-suroeste, terminado en 1944. Estaban conectados por una escalera en ángulo recto y podían cerrarse entre sí mediante una mampara y una puerta de acero. El Vorbunker estaba ubicado a 1.5 m debajo del sótano de una gran sala de recepción detrás de la antigua Cancillería del Reich en Wilhelmstrasse 77, mientras que el Führerbunker se localizaba a unos 8.5 m debajo del jardín de la antigua Cancillería del Reich, a 120 m al norte del nuevo edificio de la Cancillería del Reich en Voßstraße 6. Además de estar más profundo bajo tierra, el Führerbunker estaba mejor reforzado. Su techo era de concreto de casi 3 m de espesor. Alrededor de treinta pequeñas habitaciones estaban protegidas por aproximadamente 4 m de concreto; las puertas conducían a los edificios principales, así como a una salida de emergencia hasta el jardín. El Führerbunker fue construido por la compañía Hochtief como parte de un extenso programa subterráneo en Berlín que comenzó en 1940.
Las habitaciones de Hitler estaban en esta sección más nueva y más baja y, en febrero de 1945, había sido decorada con muebles de alta calidad tomados de la Cancillería, junto con varias pinturas al óleo enmarcadas. Al bajar las escaleras hacia la sección inferior y pasar por la puerta de acero, había un largo pasillo con una serie de habitaciones a cada lado. En el lado derecho había una serie de salas que incluían cuartos de generadores y ventilación y la centralita telefónica. En el lado izquierdo estaba la habitación y sala de estar de Eva Braun —también conocida como la habitación privada de invitados de Hitler— y una antecámara —la sala de estar de Hitler—, que conducía a su estudio y oficina. En la pared colgaba un gran retrato de Federico II el Grande, uno de sus héroes. Una puerta conducía a la habitación modestamente amueblada de Hitler. Al lado estaba la sala de conferencias y mapas —también conocida como sala de información o situación— que tenía una puerta que daba a la sala de estar o antecámara.
El complejo del búnker era autónomo. Sin embargo, como el Führerbunker estaba debajo del nivel freático, las condiciones eran desagradablemente húmedas, con bombas funcionando continuamente para eliminar el agua subterránea. Un generador diésel proporcionaba electricidad y se bombeaba de un pozo como suministro de agua. Entre los sistemas de comunicaciones había un teletipo, una centralita telefónica y una radio del ejército con una antena exterior. A medida que las condiciones se deterioraron al final de la guerra, Hitler recibió gran parte de sus noticias de guerra de las transmisiones de radio de la BBC y por correo.

## Hechos acaecidos durante 1945

Reconstrucción del Führerbunker: 1) muro protector (2.2 m de espesor), 2) ventilación, 3) guardarropas, 4) salida al jardín vía escaleras, 5) dormitorio de Goebbels, 6) zona de los médicos, 7) cama, 8) caja fuerte, 9) silla, 10) mesa, 11) armario, 12) oficina de Goebbels y de los médicos, 13) sala de conferencias, 14) sala de conferencias/mapas, 15) telefonía y oficina de Bormann, 16) generador/ventilación, 17) oficina de Hitler, 18) baño/cambiador, 19) habitación de Eva Braun, 20) panel de electricidad, 21) aseos, 22) pasillo/salón, 23) puerta(s) de gas, 24) vestíbulo, 25) al antebúnker; escaleras, 26) mesa, 27) sofá, 28) sillas con reposabrazos, 29) dormitorio de Hitler, 30) sala de estar de Hitler.

Hitler se mudó al Führerbunker el 16 de enero de 1945, acompañado por su personal superior, entre los que estaba su influyente secretario privado, Reichsleiter Martin Bormann. Eva Braun y Joseph Goebbels se unieron a ellos en abril, mientras que Magda y sus seis hijos se instalaron en el Vorbunker de arriba. Dos o tres docenas de personal de apoyo, médico y administrativo también fueron alojados allí. Estos incluyeron a los secretarios de Hitler (como Traudl Junge), una enfermera (Erna Flegel) y el operador de la centralita telefónica (SS-Oberscharführer Rochus Misch). Inicialmente, Hitler continuó utilizando el ala intacta de la Cancillería del Reich, donde celebró conferencias militares por la tarde en su gran estudio. Después, tomaba el té con sus secretarios antes de regresar al complejo de búnkeres para pasar la noche. Después de varias semanas de esta rutina, Hitler rara vez salía del búnker, excepto por paseos cortos en el jardín de la cancillería con su perra Blondi. El búnker estaba abarrotado, la atmósfera era opresiva y los ataques aéreos ocurrían a diario. Hitler permaneció principalmente en el nivel inferior, donde estaba más tranquilo y podía dormir. Las conferencias tenían lugar durante gran parte de la noche, muchas veces hasta las 05:00 h.
El Ejército Rojo comenzó la batalla de Berlín el 16 de abril y rodearon la ciudad para el 19 de abril. Hitler hizo su último viaje a la superficie el 20 de abril, cuando cumplió 56 años, cuando fue al jardín en ruinas de la Cancillería del Reich para otorgar la Cruz de Hierro a niños soldados de las Juventudes Hitlerianas. Esa tarde, Berlín fue bombardeado por primera vez por la artillería soviética.
Hitler rehusó aceptar la grave situación y depositó sus esperanzas en el Armeeabteilung Steiner («destacamento del ejército Steiner»), comandadas por el General der Waffen-SS Felix Steiner. El 21 de abril, Hitler ordenó a Steiner atacar el flanco norte de la bolsa soviética circundante y ordenó al Noveno Ejército, en el sudeste de Berlín, atacar hacia el norte en un movimiento de pinza. Esa noche, los tanques del Ejército Rojo llegaron a las afueras de Berlín.. En su conferencia sobre la situación de la tarde del 22 de abril, Hitler fue informado que las fuerzas de Steiner no se habían movido y se puso furioso cuando se dio cuenta de que el plan no iba a llevarse a cabo. Por primera vez declaró abiertamente que la guerra se había perdido y culpó a sus generales. Anunció que se quedaría en Berlín hasta el final y luego se pegaría un tiro.
El 23 de abril, Hitler nombró comandante del Área de Defensa de Berlín al General der Artillerie Helmuth Weidling, comandante del LVI Panzer Corps, en sustitución del Oberstleutnant Ernst Kaether. El Ejército Rojo había consolidado el cerco de Berlín antes del 25 de abril, a pesar de las órdenes emitidas por el Führerbunker. No había perspectivas de que la defensa alemana pudiera hacer otra cosa que retrasar la captura de la ciudad. Hitler convocó al Generalfeldmarschall Robert von Greim de Múnich a Berlín para asumir el mando de la Luftwaffe del Reichsmarschall Hermann Göring; Von Greim llegó el 26 de abril junto con su amante, la piloto de pruebas Hanna Reitsch.
El 28 de abril, Hitler se enteró de que el Reichsführer-SS Heinrich Himmler trató de discutir los términos de rendición con los Aliados occidentales a través del conde Folke Bernadotte, lo que consideró una traición. El representante de Himmler en Berlín, SS-Gruppenführer Hermann Fegelein, recibió un disparo tras ser sometido a una corte marcial por deserción y Hitler ordenó el arresto de Himmler. El mismo día, el General der Infanterie Hans Krebs hizo su última llamada telefónica del Führerbunker al Generalfeldmarschall Wilhelm Keitel, jefe del Oberkommando der Wehrmacht en Fürstenberg. Krebs le dijo que todo se perdería si la liberación no llegaba dentro de 48 horas. Keitel prometió ejercer la mayor presión sobre el General der Panzertruppe Walther Wenck, comandante del Duodécimo Ejército, y el General der Infanterie Theodor Busse, del Noveno Ejército. Mientras tanto, Bormann telegrafió al Großadmiral Karl Dönitz: «Cancillería del Reich, un montón de escombros». Dijo que la prensa extranjera informaba sobre nuevos actos de traición y «que, sin excepción, Schörner, Wenck y los demás deben dar evidencia de su lealtad para el alivio más rápido del Führer».
Esa noche, Von Greim y Reitsch volaron desde Berlín en un monoplano Arado Ar 96. Von Greim había recibido la orden de hacer que la Luftwaffe atacara a las fuerzas soviéticas que acababan de llegar a la Potsdamer Platz, a solo una manzana del Führerbunker. Durante la noche del 28 de abril, Wenck informó a Keitel que su Duodécimo Ejército había sido forzado a retroceder a lo largo de todo el frente y que ya no era posible que su tropa liberara Berlín. Keitel le dio permiso a Wenck para interrumpir el intento.
Hitler se casó con Eva Braun después de la medianoche del 28 al 29 de abril en una pequeña ceremonia civil dentro del búnker. Luego llevó a la secretaria Traudl Junge a otra habitación y dictó su última voluntad y testamento. Krebs, el General der Infanterie Wilhelm Burgdorf, Goebbels y Bormann fueron testigos y firmaron los documentos aproximadamente a las 04:00 h. Acto seguido, Hitler se retiró a la cama.
A última hora de la tarde del 29 de abril, Krebs contactó a Jodl por radio: «Solicito un informe inmediato. Primero, el paradero de la vanguardia de Wenck. Segundo, la intención de atacar. Tercero, la ubicación del Noveno Ejército. Cuarto, el lugar preciso en el que el Noveno Ejército se abrirá paso. Quinto, el paradero de la vanguardia del Generalleutnant Rudolf Holste». En la madrugada del 30 de abril, Jodl respondió a Krebs: «Primero, la vanguardia de Wenck se atascó al sur del lago Schwielow. Segundo, el Duodécimo Ejército ya no puede continuar la liberación de Berlín. Tercero, la mayor parte del Noveno Ejército está rodeado. En cuarto lugar, la unidad de Holste a la defensiva».
El SS-Brigadeführer Wilhelm Mohnke, comandante del distrito central del gobierno de Berlín, informó a Hitler durante la mañana del 30 de abril que podría aguantar al menos dos días. Más tarde esa mañana, Weidling reportó que los defensores probablemente agotarían sus municiones esa noche y nuevamente le pidió permiso para abandonar. Weidling finalmente recibió la autorización alrededor de las 13:00 h. Esa tarde, Hitler se pegó un tiro y Braun tomó una ampolla de cianuro. De acuerdo con las instrucciones de Hitler, los cuerpos fueron quemados en el jardín detrás de la Cancillería del Reich. Goebbels se convirtió en el nuevo jefe de Gobierno y canciller de Alemania (Reichskanzler), de acuerdo con el testamento de Hitler. Goebbels y Bormann enviaron un mensaje de radio a Dönitz a las 03:15 h, informándole de la muerte de Hitler y su nombramiento como nuevo presidente de Alemania (Reichspräsident), según dicho testamento.
Alrededor de las 4:00 h del 1 de mayo, Krebs llamó con Vasili Chuikov, comandante del 8.º Ejército de Guardias, quien demandó la rendición incondicional de las fuerzas alemanas restantes. Krebs no tenía la autoridad para rendirse, por lo que regresó al búnker. Al final de la tarde, Goebbels envenenó a sus hijos y él y su esposa salieron del refugio alrededor de las 20:30 h. Existen varias versiones diferentes sobre lo que sucedió después. Según una cuenta, Goebbels le disparó a su esposa y luego a sí mismo. Otro relato dice que cada uno mordió una ampolla de cianuro y recibió un tiro de gracia inmediatamente después. El ayudante de Goebbels, SS-Hauptsturmführer Günther Schwägermann, testificó en 1948 que la pareja caminó delante de él por las escaleras y salió al jardín de la Cancillería. Esperó en la escalera y escuchó el sonido de los disparos, luego subió las escaleras restantes y vio los cuerpos sin vida de la pareja afuera. Siguiendo la orden previa de Goebbels, Schwägermann llamó a un soldado de las SS para que disparara varias veces al cuerpo de Goebbels, que no se movió. Los cuerpos fueron rociados con gasolina y quemados, pero los restos quedaron parcialmente carbonizados y no fueron enterrados.
Weidling había dado la orden a los sobrevivientes de irrumpir hacia el noroeste y el plan se puso en marcha alrededor de las 23:00 h. El primer grupo de la Cancillería del Reich fue dirigido por Mohnke; intentaron sin éxito atravesar los anillos soviéticos y fueron capturados al día siguiente. Mohnke fue interrogado por el SMERSH, al igual que otros que fueron capturados del Führerbunker. El tercer intento de ruptura de la Cancillería del Reich se realizó alrededor de la 01:00 h del 2 de mayo y Bormann logró cruzar el Spree. El Reichsjugendführer Artur Axmann siguió la misma ruta e informó haber visto el cuerpo de Bormann a poca distancia del puente Weidendammer.
A la 01:00 h, las fuerzas soviéticas recogieron un mensaje de radio del XVI Panzer Corps solicitando un alto el fuego. Abajo, en el Führerbunker, Krebs y Burgdorf se suicidaron de un disparo en la cabeza. Los últimos defensores en el área del complejo de búnkeres fueron voluntarios franceses de la 33.ª División de Granaderos SS Voluntarios Charlemagne, quienes permanecieron hasta la madrugada. Las fuerzas soviéticas entonces capturaron la Cancillería del Reich. Weidling se rindió con su personal a las 06:00 h y su reunión con Chuikov terminó a las 08:23 h. Johannes Hentschel, el electromecánico para el complejo del búnker, se quedó después de que todos los demás se hubieran suicidado o ido, porque el hospital de campaña en la Cancillería del Reich por encima necesitaba energía eléctrica y agua. Se entregó al Ejército Rojo cuando entraron al complejo de búnkeres a las 09:00 h el 2 de mayo. Los cuerpos de Goebbels y seis niños fueron descubiertos el 3 de mayo; estos se encontraban en sus camas en el Vorbunker, con una clara mancha de cianuro en sus rostros.

## Posguerra
Las ruinas de ambos edificios de la Cancillería fueron arrasadas por los soviéticos entre 1945 y 1949, como parte de un esfuerzo por destruir los hitos del Tercer Reich. El complejo de búnkeres sobrevivió en gran medida, aunque algunas áreas se inundaron parcialmente. En diciembre de 1947, los soviéticos intentaron volar los búnkeres, pero solo fueron dañados los muros de separación. En 1959, el Gobierno de la Alemania Oriental comenzó una serie de demoliciones de la Cancillería, que incluyó el complejo de búnkeres. Como estaba cerca del muro de Berlín, el sitio estuvo subdesarrollado y descuidado hasta después de la reunificación. Durante la extensa construcción de viviendas residenciales y otros edificios en el sitio, los equipos de trabajo descubrieron varias secciones subterráneas del antiguo complejo de búnkeres; en su mayor parte estos fueron destruidos. Se descubrieron otras partes del complejo subterráneo de la Cancillería, pero se ignoraron, rellenaron o volvieron a cerrar.
Las autoridades gubernamentales querían destruir los últimos vestigios de estos hitos nazis. La construcción de edificios en el área alrededor del complejo era una estrategia para garantizar que el entorno permaneciera anónimo y sin complicaciones. El punto de salida de emergencia del Führerbunker, que había estado en los jardines de la Cancillería, estaba ocupado por un estacionamiento.
El 8 de junio de 2006, durante el período previo a la Copa Mundial de la FIFA 2006, se instaló un panel de información para marcar la ubicación del complejo de búnkeres. El tablero con un diagrama esquemático del complejo se ubica en la esquina de In den Ministergärten y Gertrud-Kolmar-Straße, dos pequeñas calles a unos tres minutos a pie de Potsdamer Platz. El guardaespaldas de Hitler, Rochus Misch, una de las últimas personas que vivían en el búnker en el momento del suicidio de Hitler, estuvo presente para la ceremonia.

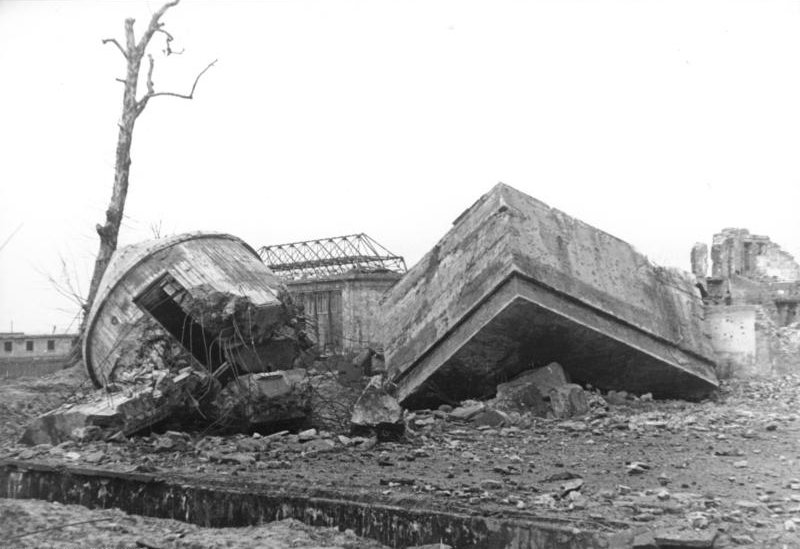
Ruinas del búnker después de la demolición en 1947.
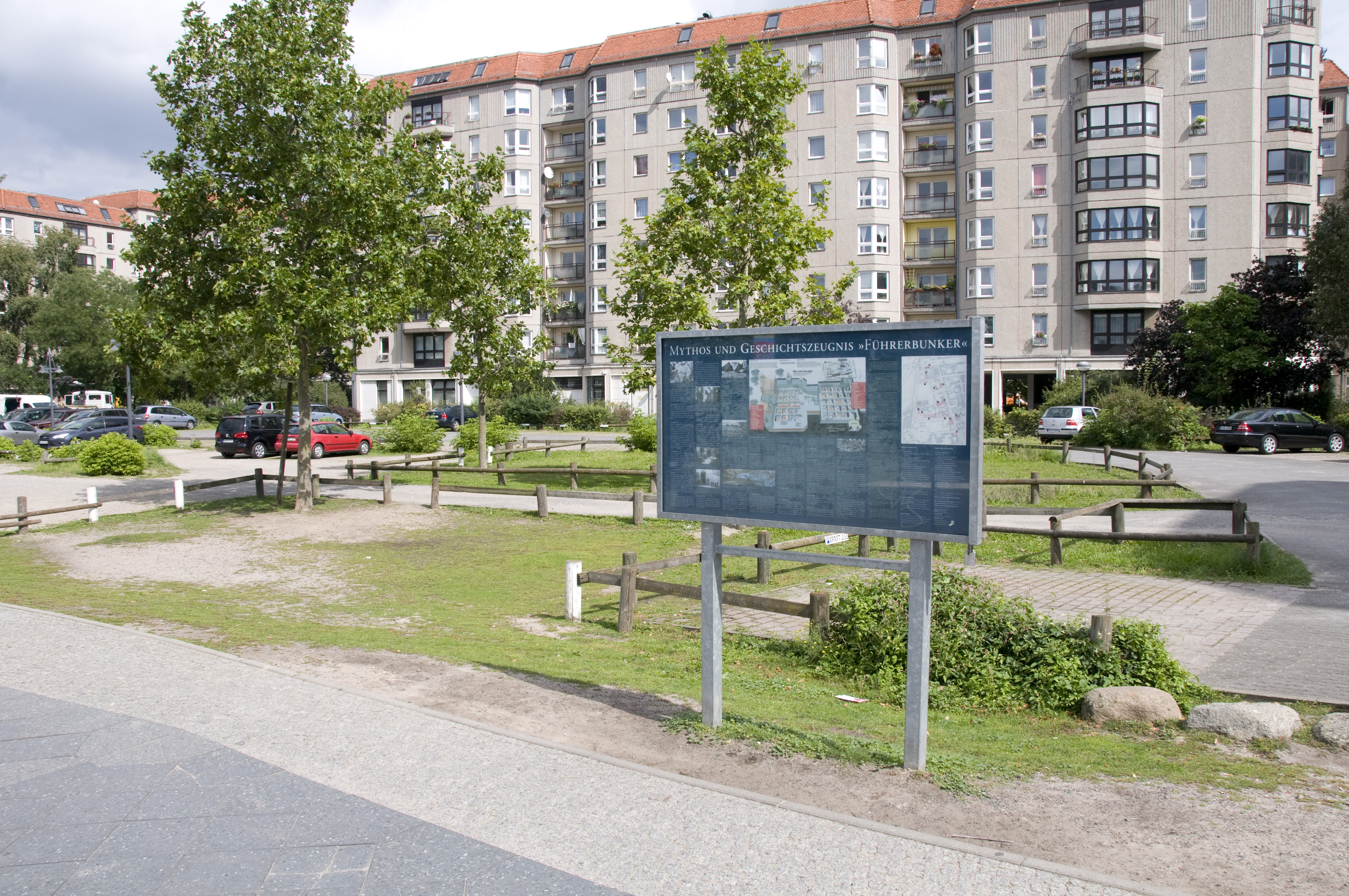
Sitio de Führerbunker y panel de información en Gertrud-Kolmar-Straße.
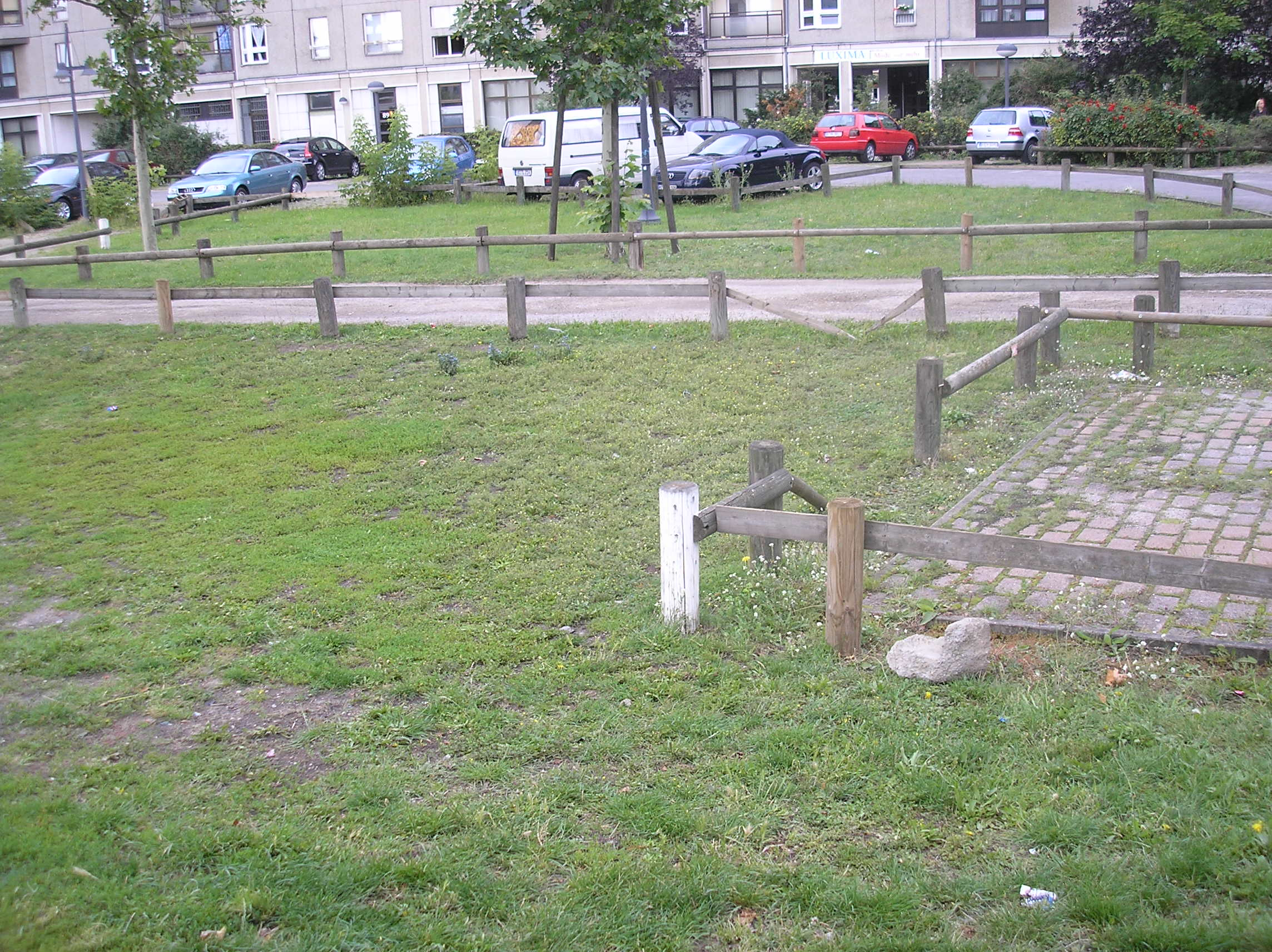
Una vista en ángulo lateral del sitio en julio de 2007.